# Sinagoga Beth Israel d'Esmirna
La Sinagoga Bet Israel d'Esmirna (en turc: İzmir Beth İsrael Sinagogu) és un edifici religiós jueu que va ser construït en l'any 1907 i està situat a la ciutat d'Esmirna, a l'oest de Turquia. La sinagoga és coneguda per les seves belles decoracions de fusta. La seva Bimah i l'Arca de la Torà estan fetes amb fusta de caoba i van ser elaborades per mestres artesans. La galeria superior de la sinagoga serveix com a museu.